# Bass Strike
Bass Strike là trò chơi điện tử thuộc thể loại câu cá dành cho hệ máy PlayStation 2. Game được phát hành vào ngày 26 tháng 9 năm 2001.